# Belgenland (schip, 1923)
De Belgenland was een Belgisch passagiersschip van de Red Star Line dat de passagierslijn Antwerpen - New York onderhield. Het was het tweede schip met deze naam.
De Belgenland was op het moment van oplevering een van de meest luxueuze passagiersschepen. Het schip werd in 1914 besteld bij de scheepswerf Harland & Wolff in Belfast en opgeleverd in 1923. De Belgenland kon 2700 passagiers vervoeren, was 204 meter lang en mat 27.132 brt.
Het schip had een hoge witte opbouw, op de zwarte romp, wat in die tijd in de marge was, twee hoge masten en vier kleinere laadboommasten. De grote voor- en achtermasten hadden elk vier laadbomen. In het totaal had het schip zestien laadbomen. Ze had drie grote hoge schoorstenen.
In 1936 werd het schip gesloopt.